# Бульвар Шауль Ха-Мелех
Бульвар Шауль Ха-Мелех (ивр. שדרות שאול המלך‎ бульвар Царя Саула) — улица в Тель-Авиве.
Назван в честь царя Саула.
Имеет жилую и коммерческую застройку. В 60—70-е годы бульвар застроен многими офисными зданиями, государственными учреждениями. Является важной транспортной магистралью из центра города, пересекается с улицей Ибн-Габироля.
В 2000-х гг. на улице появились велосипедные дорожки.
На пересечении с улицей Ибн-Габироля расположен центр London Ministores, открытый в 1972 году. Здание имеет жилые этажи и офисы.
Также на улице расположены: Израильская ассоциация адвокатов (Israel Bar Association), Moshavim Movement, Центр искусств Мейергофа, Башня Киббуц Арци, здание Еврейского агентства, Центр сценических искусств.
Центр сценических искусств (המשכן לאמנויות הבמה) — известный также как Центр Голда — культурный центр, помимо выставочного зала и других помещений культурного назначения, имеет офисные и коммерческие площади.
Рядом с культурным центром расположен парк Дубнов. В парке проходят выставки израильских скульпторов и художников, инсталляции. Иногда также проходят ярмарки и различные похожие акции.
Тель-Авивский музей изобразительных искусств.
На бульваре расположено здание органов юстиции города. Архитекторы — Зеев Рехтер, Моше Мизрахи и Яаков Рехтер. Здание расположено между музейной площадью и улицей Вейцман.
Среди офисов достаточно много юридических контор. Ряд зданий имеет имена материков — Бейт-Азия (построена в 1979 году), Бейт-Европа и другие.

## Изображения
- Центр сценических искусств
- Здание областного суда
- Тель-Авивский музей изобразительных искусств